# Nincs alku
A Nincs alku (eredeti cím: The Negotiator) 1998-ban bemutatott amerikai bűnügyi akciófilm. A filmet F. Gary Gray rendezte, főszereplői Samuel L. Jackson és Kevin Spacey.

## Összefoglaló
Danny Roman (Samuel L. Jackson) túsztárgyalóként dolgozik a chicagói rendőrségen. A rendőrség biztosítási alapjának lecsapolásában nyomozó társát megölik, majd Romanra terelik a gyanút, akinek nem marad más választása, mint túszokat ejteni, hogy bizonyíthassa igazát. Neve tisztázáshoz segítségül hívja Chris Sabient (Kevin Spacey), aki szintén szakmabeli, miután társaiban nem bízhat.

## Szereplők
| Szereplő                  | Színész           | Magyar hang         | Magyar hang         |
| Szereplő                  | Színész           | 1. változat         | 2. változat         |
| ------------------------- | ----------------- | ------------------- | ------------------- |
| Danny Roman hadnagy       | Samuel L. Jackson | Vass Gábor          | Vass Gábor          |
| Chris Sabien hadnagy      | Kevin Spacey      | Szakácsi Sándor     | Szakácsi Sándor     |
| Adam Beck parancsnok      | David Morse       | Barbinek Péter      | Végh Péter          |
| Grant Frost parancsnok    | Ron Rifkin        | Fodor Tamás         | Fodor Tamás         |
| Al Travis rendőrfőnök     | John Spencer      | Konrád Antal        | Konrád Antal        |
| Terence Niebaum felügyelő | J. T. Walsh       | Hollósi Frigyes     | Koroknay Géza       |
| Maggie                    | Siobhan Fallon    | Antal Olga          | Antal Olga          |
| Rudy Timmons              | Paul Giamatti     | Kálloy Molnár Péter | Kálloy Molnár Péter |
| Karen Roman               | Regina Taylor     | Fazekas Zsuzsa      | Fazekas Zsuzsa      |
| Markus                    | Bruce Beatty      | Bognár Tamás        |                     |
| Palermo                   | Michael Cudlitz   | Zágoni Zsolt        | Kapácsy Miklós      |
| Eagle                     | Carlos Gómez      | Juhász György       |                     |
| Argento                   | Tim Kelleher      | Imre István         |                     |
| Scott                     | Dean Norris       | Albert Péter        |                     |
| Hellman                   | Nestor Serrano    | Sztarenki Pál       |                     |
| Tonray                    | Doug Spinuzza     | Breyer Zoltán       | Breyer Zoltán       |
| Cale Wangro őrmester      | Robert David Hall | Cs. Németh Lajos    |                     |